# Robit
Robit Oyj (jusqu'en 2015 Oy Robit Rocktools Ltd) est une société d'ingénierie mécanique basée à Lempäälä en Finlande. 

## Présentation
Robit a un bureau dans 10 pays et est présent dans 115 pays.
Robit possède cinq usines situées à Lempäälä en Finlande, à Perth en Australie, à Chesterfield au Royaume-Uni et Hwaseong en Corée du Sud. 
L'industrie minière représente environ la moitié du chiffre d'affaires de l'entreprise. Chaque usine a sa propre responsabilité pour un produit particulier. 
Les acquisitions de 2018 ont mis Robit en difficulté, ses ventes nettes se contractant et ses bénéfices étant clairement en baisse. 
Les acquisitions par Robit d'entreprises en Australie et au Royaume-Uni en particulier se sont révélées problématiques.

## Actionnaires
Au 28 février 2020, les 10 plus grands actionnaires de Robit sont:
| #  | Actionnaire                                  | Actions   | %     |
| -- | -------------------------------------------- | --------- | ----- |
| 1  | Five Alliance Oy                             | 5 688 567 | 26,98 |
| 2  | Keskinäinen työeläkevakuutusyhtiö Varma      | 2 047 000 | 9,71  |
| 3  | Keskinäinen Työeläkevakuutusyhtiö Elo        | 1 573 597 | 7,46  |
| 4  | Fondita Nordic Micro Cap Placeringsfond      | 1 410 000 | 6,69  |
| 5  | Skandinaviska Enskilda Banken AB             | 1 380 087 | 6,55  |
| 6  | Sijoitusrahasto Aktia Capital                | 1 012 193 | 4,80  |
| 7  | Svenska Handelsbanken AB                     | 1 011 858 | 4,80  |
| 8  | Op-Suomi Mikroyhtiöt -Erikoissijoitusrahasto | 631 479   | 3,00  |
| 9  | Keskinäinen Eläkevakuutusyhtiö Ilmarinen     | 604 462   | 2,87  |
| 10 | OP-Suomi Pienyhtiöt -sijoitusrahasto         | 438 051   | 2,08  |